# Резолюция Совета Безопасности ООН 23
Резолюция Совета Безопасности ООН 23 — резолюция, принятая 14 апреля 1947 года, которая утверждает, что комиссия, созданная резолюцией 15 будет оставаться в области и увеличена в размерах.
Резолюция была принята 9 голосами. Польша и СССР воздержались

## См.также
- Резолюции Совета Безопасности ООН 1—100 (1946 — 1953)